# Callicentrus tenuicornis
Callicentrus tenuicornis är en insektsart som beskrevs av Ramos 1989. Callicentrus tenuicornis ingår i släktet Callicentrus och familjen hornstritar. Inga underarter finns listade i Catalogue of Life.